# Heinz Rieckmann
Heinz Rieckmann ist ein deutscher ehemaliger Feldhandballspieler.

## Leben
Heinz Rieckmann stammt aus Kiel. Da er sich von Jugend an für das Handballspiel begeisterte, wurde er Mitglied des damals schon zu den führenden deutschen Handballvereinen zählenden THW Kiel. Wegen seiner guten Leistungen gehörte er schon bald der ersten Mannschaft im Feldhandball an, mit der er an den Wettkämpfen um den Titel eines Deutschen Meisters im Feldhandball kämpfte. Mit der Mannschaft des THW errang er mit seinem Verein in der Besetzung Rieckmann, Rolf Krabbenhöft, Theo Schwedler, Herbert Rohwer, Helmut Wriedt, Heinrich Bücker, Kurt Ochs, Heinrich Dahlinger, Herbert Podolske, Hansjürgen Knipphals, Heinz-Georg Sievers, Fritz Westheider und Fritz Weßling im Endspiel gegen den SV Polizei Hamburg 1950 den Meistertitel.
Für diesen Erfolg wurden er und die ganze Mannschaft von Bundespräsident Theodor Heuß mit dem Silbernen Lorbeerblatt ausgezeichnet.